# Rossert (Gemeinde)
Rossert war eine Gemeinde, die im Zuge der Gebietsreform in Hessen am 31. Dezember 1971 aus dem freiwilligen Zusammenschluss der Gemeinden Ruppertshain und Eppenhain entstand. Für die Namensgebung stand die auf dem Gemeindegebiet gelegene Taunushöhe Rossert Pate. Da die so entstandene Gemeinde nicht den Kriterien entsprach, die während der Gebietsreform als Bestandsgarantie angesehen wurden, wurde Rossert zum 1. Januar 1977 kraft Landesgesetz in die Stadt Kelkheim eingemeindet.
Nach der Eingemeindung wurde die Gemeinde Rossert aufgelöst und Ruppertshain sowie Eppenhain wurden Stadtteile von Kelkheim.